# Assendelfter

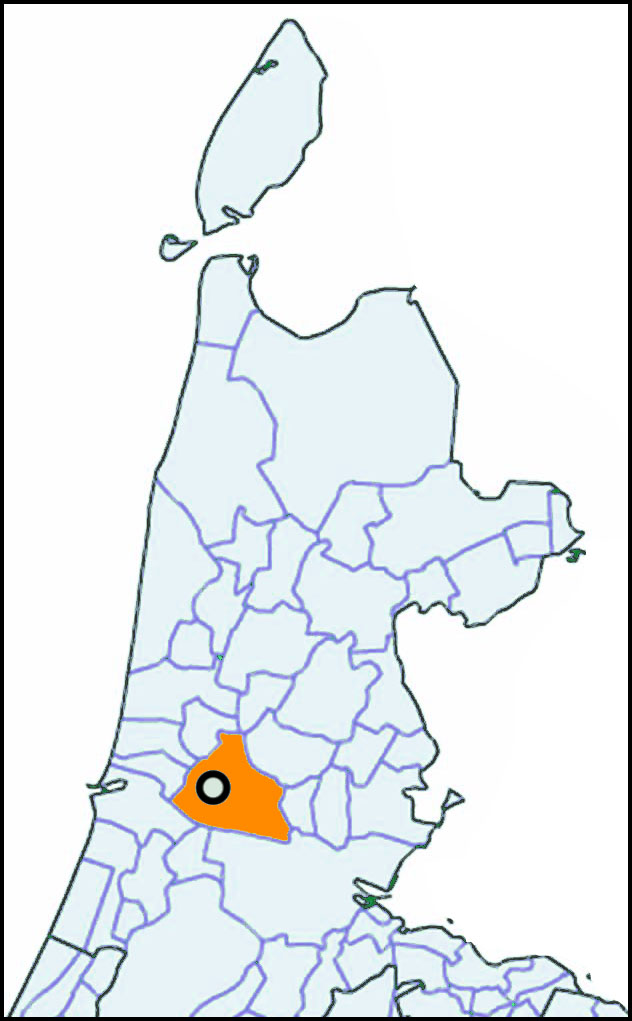
Assendelft (gemarkeerd) en de Zaanstreek (oranje gekleurd) in Noord-Holland

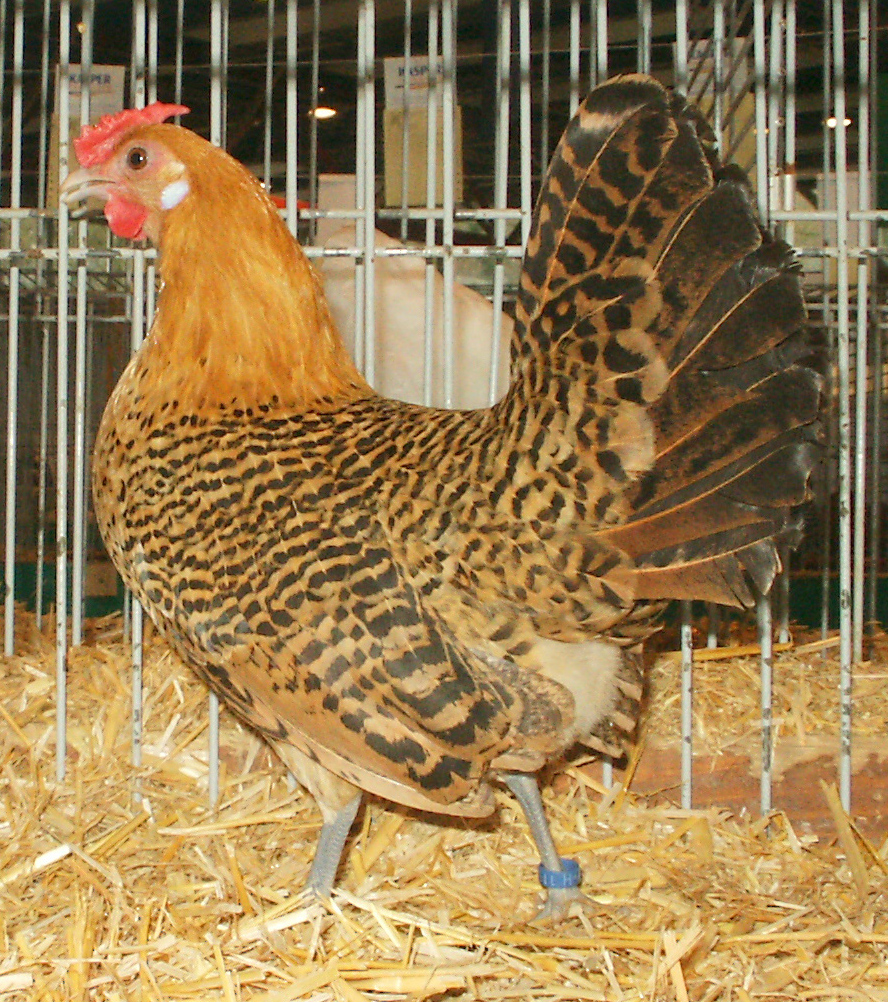
Assendelfter krielhen

De assendelfter is een oud Nederlands kippenras, ontstaan in de Zaanstreek. Het is een zogenaamd pelhoen.

## Geschiedenis
De assendelfter en vergelijkbare lichte hoenders waren als legkippen vroeger zeer verbreid in de Zaanstreek en Waterland. Volgens sommigen is het ras de oorsprong van het gepelde Hollandse hoen. Aan het begin van de 20ste eeuw was het ras onder de huidige naam al internationaal bekend. Door de verwantschap met het Friese hoen bestond echter enige verwarring. In 1906 werd bijvoorbeeld in een Engels boek beweerd, dat het Fries hoen in het verleden als "Assendelfter" bekendstond. Na de Tweede Wereldoorlog moesten de assendelfters, zoals veel andere regionale rassen, grotendeels het veld ruimen voor leghybriden en bleven als hobby- en tentoonstellingskippen bestaan.

## Kenmerken
Het ras is lichtgebouwd met een hooggedragen staart en een rozet-kam. Er bestaan twee erkende pelvarianten: geelpel, ook wel goudpel genoemd, en zilverpel. Door de kenmerken van de zilverfactor komt bij kruisingen van de kleurslagen ook citroenpel voor. Assendelfters zijn actieve kippen die veel ruimte nodig hebben. Ze hebben echter het voordeel, dat ze goed geadapteerd waren aan wisselvallig en guur weer. Ze leggen ongeveer 180 crèmekleurige eieren per jaar. Er bestaat ook een krielvorm van het ras. Genetisch behoren ze tot de grote groep van pelhoenders, welke om de Noordzee en in het West-Duitse binnenland voorkomen.

## Regionale benamingen
Hoewel de naam assendelfter zelfs in het verleden internationaal bekend geweest is, hadden de hoenders in Noord-Holland meerdere eigen benamingen. De gebruikelijkste goudpelvariant werd meestal "boeregeeltje" of ook "bezaander" (een verbastering van westzaander) genoemd. De zwaargepelde goudpeldieren heetten "bailtjes (bijltjes)", de zilvergepelden "sprokkols" en de zeldzame geelwitpellen werden als "aiergele (eiergelen)" aangeduid.

## Speciaalclub
In 1981 hebben de liefhebbers en fokkers van de assendelfterhoender zich verenigd in de "Assendelfter en Noord-Hollandse Blauwen Club".